# Variacions sobre un tema de Chopin (Mompou)
Les Variacions sobre un tema de Chopin és una obra per a piano de Frederic Mompou. Es basa en el Preludi en la major, op. 28, núm. 7, de Frédéric Chopin.
Va començar com una peça per a violoncel i piano, compost en col·laboració entre Mompou i el violoncel·lista Gaspar Cassadó. Aquesta versió de la peça es va iniciar el 1938, però va ser abandonada. Mompou llavors publicà quatre variacions per a piano sol, però amb el títol incongruent de Tres variacions.
El ballet de Kenneth MacMillan La casa de los pájaros, amb orquestració de John Lanchbery de diverses peces per a piano de Mompou, es van estrenar a Sadler's Wells, a Londres, el 1955, i també va ser posada en escena al quart Festival de Música i Dansa de Granada. Llavors Mompou va rebre l'encàrrec del Royal Ballet de Londres, per a escriure una altra de ballet amb l'esperança d'emular l'èxit de La casa de los pájaros. Per això, Mompou va completar el conjunt complet de 12 variacions el 1957. Aquest últim ballet mai va ser produït i la música va ser publicada com a Variacions sobre un tema de Chopin, sense cap referència a la connexió amb el ballet.
L'obra va ser dedicada a Pere Masaveu, un banquer amic de Mompou que havia posat a la seva disposició una casa en la qual pogués compondre.

## Les variacions
- Tema. Andantino (la major)
- Variació 1. Tranquillo e molto amabile (la major)
- Variació 2. Gracioso (la major)
- Variació 3. Lento (re major, per a la mà esquerra)
- Variació 4. Espressivo (fa major)
- Variació 5. Tempo di mazurka (la major)
- Variació 6. Recitativo (sol menor)
- Variació 7. Allegro leggiero (la major)
- Variació 8. Andante dolce e espressivo (fa major)
- Variació 9. Vals (la major)
- Variació 10. Evocació. Cantabile molto espressivo (fa sostingut major; Mompou fa referència a la seva Cançó i dansa núm. 6; en la secció central, fa servir un fragment de la Fantasia-Impromptu, op. 66 de Chopin)
- Variació 11. Lento dolce e legato (fa sostingut menor)
- Variació 12. Galop i epíleg (la major).[2]